# Taksony (Pest)
Taksony es un pueblo húngaro perteneciente al distrito de Szigetszentmiklós, condado de Pest.

## Superficie
Cuenta con una superficie de 20,85 km².

## Demografía
Hasta 2024 la población era de 6882 habitantes, con una densidad de población de 330,07 hab/km².
| Gráfica de evolución demográfica de Taksony entre 2020 y 2024 |
|                                                               |
| Datos según la Oficina Central de Estadística de Hungría.     |